# Publio Sestio Capitone
Publio Sestio Capitone (fl. V secolo a.C.) è stato un politico romano del V secolo a.C.

## Consolato
Publio Sestio Capitone, o Publio Sestio Capitolino secondo Livio, fu eletto console nel 452 a.C. insieme al collega Tito Menenio Lanato.
La commissione, formata da Spurio Postumio Albo, Aulo Manlio e Sulpicio Camerino, inviata ad Atene per trascrivere le leggi di Solone, e quindi poterle studiare e riformare le istituzioni romane, fece ritorno in città.
Dopo molte insistenze da parte dei tribuni della plebe, patrizi e plebei concordarono per la costituzione del primo decemvirato:
(Tito Livio, Ab Urbe condita libri, Libro III, 2, 32)

## 451 a.C.
Nel 451 a.C. fece parte del primo decemvirato, che elaborò le Leggi delle X tavole, completate dal successivo decemvirato, che emise le Leggi delle XII tavole.
(Tito Livio, Ab Urbe condita libri, Libro III, 33.)

### Fonti primarie
- Tito Livio, Ab Urbe condita libri, Libro III.
- Dionigi di Alicarnasso, Antichità romane, Libro X.